# Оттен, Михил
Михил Оттен (нидерл. Michiel Otten; род. 26 октября 1968) — нидерландский бегун на длинные дистанции.
Известен как первый победитель 15-километрового Монтферландского пробега (1996, с результатом 44.54). В дальнейшем также постоянный участник этих состязаний, но высших мест уже не занимал (2002 — 15-е место с результатом 47.56; 2003 — 20-е место, 47.21; 2011 — 21-е место, 50.09 и др.).